# Rohe Ostern
Rohe Ostern – Keine Panik, is nix passiert! ist eine für das Fernsehen gedrehte schwarze Komödie, die aufgrund des großen Anklangs doch noch ins Kino kam. Der Film wurde 1995 unter der Regie von Michael Gutmann gedreht.

## Handlung
Frieder Kopp und Sebastian Engel sind die besten Freunde, interessieren sich für Architektur und dieselbe Frau: Frieders Ex-Freundin Inge. Frieders Lieblingsspruch ist: „Keine Panik, nix passiert.“
Frieder arbeitet mit Sebastian auf dem Bau. Das Schicksal hat für heute u. a. einen tödlichen Unfall im Programm, doch zufällig vertauschen die beiden ihre Jacken, und außerdem macht Frieder heute ausnahmsweise an Sebastians Stelle den Kaffee. So kommt es, dass Schulz – einer der vielen Diener des Totenreiches – seinen Klienten verwechselt. Als Sebastian am rauchenden Unfallort ankommt, kommt Frieder ihm mit einem erleichterten „Keine Panik, nix passiert.“ entgegen, aber Sebastian sieht nur die Leiche und kann den Geisterleib nicht wahrnehmen. Schulz nimmt den völlig verblüfften Frieder ins Jenseits mit.
Weil er permanent mit „Herr Engel“ angesprochen wird, merkt Frieder schnell, dass hier eine Verwechslung vorliegt. Schulz hat bereits mehrere Fehler auf seiner Arbeitsliste, und deshalb ist er bereit, Frieder sieben weitere Tage in der Welt der Lebenden einzuräumen. In dieser Zeit muss er dafür sorgen, dass Sebastian den für ihn vorgesehenen Platz einnimmt.
Sebastian ist inzwischen drauf und dran, Inge seine bisher gut verborgene Liebe zu offenbaren. Auch Inge hat inzwischen erkannt, dass der schüchterne Sebastian viel besser zu ihr passt als der Hallodri Frieder.
Frieder kehrt zurück, und Sebastian – hilfsbereit wie immer – verspricht zunächst, in jeder Hinsicht zu kooperieren und sich in sein Schicksal zu fügen. Frieder hilft ihm deshalb sogar, vorher schnell noch beim Architektur-Wettbewerb zu gewinnen. Frieder verzettelt sich, die Zeit wird knapp, und Sebastians Selbstmordwille lässt täglich nach.
Sebastians Großvater kommt aus dem Totenreich, um die verfahrene Situation zu retten. Er versucht gemeinsam mit Sebastian eine Leiche zu stehlen, um sie irgendwo herunterzustürzen und mit bis zur Unkenntlichkeit zerschmettertem Kopf bei Schulz als Sebastian zu präsentieren. Schulz lässt sich nicht so einfach täuschen, und das Unternehmen muss abgebrochen werden.
Da Sebastian es nicht fertigbringt, tut Inge schließlich den ersten Schritt und macht ihm eine Liebeserklärung.
Frieder merkt, dass Sebastian sich jetzt ganz sicher nicht mehr umbringen wird, und greift zu härteren Mitteln. Er versucht, Sebastian mit einem unter Strom gesetzten Türgriff umzubringen, stellt sich aber so ungeschickt an, dass er Inge erwischt. Sie wird ins Krankenhaus gebracht, und dabei stehen sogar zwei Leben auf dem Spiel, denn Inge ist seit der letzten Nacht von Sebastian schwanger.
Herz- und Atemstillstand! Aber das Stromkabel für den Defibrillator fehlt. Da Frieder bereits tot ist, macht ihm Strom nichts aus. Er stellt seinen Körper als Stromleiter zur Verfügung, und Inge wird gerettet.
Frieders Frist von einer Woche ist jetzt abgelaufen. Er muss ins Reich der Toten und fügt sich in sein Schicksal. Da Schulz ihm noch einen Gefallen schuldet, dauert es nicht lange, bis Frieder an eine Wiedergeburt rankommt, als Sohn von Sebastian und Inge. Eines Tages fällt der Kleine beim Laufen hin und sagt: „Keine Panik, nix passiert.“